# Championnat du Sénégal de football de deuxième division 2013-2014
Navigation
Championnat du Sénégal de Ligue 2 2013 Championnat du Sénégal de Ligue 2 2014-2015
La saison 2013-2014 du Championnat du Sénégal de football de Ligue 2 débute le 19 janvier 2013. C'est la 6e édition sous l'ère professionnelle. 16 clubs y participent dont deux groupes de 8
Les deux premier de chaque groupes sont promus Ligue 1, et s’affrontent, en final pour le titre , tandis que les deux derniers de chaque groupe rejoignent le championnat National 1.

## Poule A

### Classement
| Rang | Équipe            | Pts | J  | G | N  | P | Bp | Bc | Diff |
| ---- | ----------------- | --- | -- | - | -- | - | -- | -- | ---- |
| 1    | Guédiawaye FC R   | 26  | 14 | 6 | 3  | 3 | 16 | 6  | +10  |
| 2    | ETICS de Mboro    | 22  | 14 | 6 | 6  | 2 | 16 | 9  | +7   |
| 3    | Dakar Sacré-Cœur  | 20  | 14 | 5 | 5  | 4 | 15 | 14 | +1   |
| 4    | ASC Saloum        | 20  | 14 | 5 | 5  | 4 | 14 | 15 | -1   |
| 5    | US Gorée R        | 15  | 14 | 3 | 6  | 5 | 13 | 13 | 0    |
| 6    | RS Yoff           | 15  | 14 | 3 | 6  | 5 | 7  | 14 | -7   |
| 7    | CNEPS Excellence  | 13  | 14 | 1 | 10 | 3 | 8  | 11 | -3   |
| 8    | Kawral VelingaraP | 12  | 14 | 2 | 6  | 6 | 8  | 15 | -7   |

## Poule B

### Classement
| Rang | Équipe          | Pts | J  | G | N | P | Bp | Bc | Diff |
| ---- | --------------- | --- | -- | - | - | - | -- | -- | ---- |
| 1    | AS Douanes R    | 24  | 14 | 6 | 6 | 2 | 16 | 10 | +6   |
| 2    | ASC Renaissance | 19  | 14 | 5 | 4 | 5 | 14 | 12 | +2   |
| 3    | Ndar Guedj P    | 19  | 14 | 4 | 7 | 3 | 12 | 14 | -2   |
| 4    | ASEC Ndiambour  | 19  | 14 | 4 | 7 | 3 | 12 | 14 | -2   |
| 5    | Bargueth FC     | 17  | 14 | 4 | 5 | 5 | 12 | 11 | +1   |
| 6    | ASC Dahra       | 19  | 14 | 4 | 7 | 3 | 11 | 13 | -2   |
| 7    | ASSUR R         | 15  | 14 | 2 | 9 | 3 | 5  | 7  | -2   |
| 8    | Teungeuth FC    | 14  | 14 | 3 | 5 | 6 | 14 | 15 | -1   |

## Match des champions
| Équipe 1   | Résultat | Équipe 2      |
| ---------- | -------- | ------------- |
| AS Douanes | 2 - 1    | Guédiawaye FC |

.

## Référence
1. ↑  Abdoulaye Thiam, « Finale de la ligue 2 - Douane revient dans l'élite avec un titre », sur allafrica.com, 16 juin 2014 (consulté le 2 août 2025)
2. ↑  « Ligue 2: L’As Douanes sacrée devant Guédiawaye Fc », sur adakar.com, 16 juin 2014 (consulté le 2 août 2025)